# Úrvalsdeild (2010)
Úrvalsdeild (2010) (znana jako Pepsideild  ze względów sponsorskich) – 99. edycja najwyższej klasy rozgrywkowej piłki nożnej na Islandii.
Brało w niej udział 12 drużyn, które w okresie od 10 maja do 25 września 2010 rozegrały 22 kolejki meczów. Obrońcą tytułu był zespół FH. Mistrzostwo po raz pierwszy w historii zdobyła drużyna Breiðablik.

## Drużyny
| Uczestnicy poprzedniej edycji                                                                                 | Uczestnicy poprzedniej edycji | Uczestnicy poprzedniej edycji | Uczestnicy poprzedniej edycji |
| --- | ----------------------------- | ----------------------------- | ----------------------------- |
| FH | FH                            | 1                             |                               |
| KRE | KR                            | 2                             |                               |
| FYL | Fylkir                        | 3                             |                               |
| FRA | Fram                          | 4                             |                               |
| BRE | Breiðablik                    | 5                             |                               |
| ÍBK | Keflavík                      | 6                             |                               |
| STJ | Stjarnan                      | 7                             |                               |
| VAL | Valur                         | 8                             |                               |
| GRI | Grindavík                     | 9                             |                               |
| ÍBV | ÍB Vestmannaeyja              | 10                            |                               |
| Awans z 1. deild karla                                                                                        |                               |                               |                               |
| SEL | Selfoss                       | 1                             |                               |
| HAU | Haukar                        | 2                             |                               |
| Oznaczenia: - kolumna pierwsza – skróty nazw drużyn, - kolumna trzecia – miejsce zajęte w poprzednim sezonie. |                               |                               |                               |

## Tabela
| Lp. | Drużyna        | M  | Z  | R | P  | B+ | B- | +/– | Pkt | Kwalifikacja lub spadek                      |
| --- | -------------- | -- | -- | - | -- | -- | -- | --- | --- | -------------------------------------------- |
| 1   | Breiðablik (M) | 22 | 13 | 5 | 4  | 47 | 23 | +24 | 44  | Liga Mistrzów UEFA • II runda kwalifikacyjna |
| 2   | FH (P)         | 22 | 13 | 5 | 4  | 48 | 31 | +17 | 44  | Liga Europy UEFA • II runda kwalifikacyjna   |
| 3   | ÍBV            | 22 | 13 | 3 | 6  | 36 | 27 | +9  | 42  | Liga Europy UEFA • I runda kwalifikacyjna    |
| 4   | KR Reykjavík   | 22 | 11 | 5 | 6  | 45 | 31 | +14 | 38  | Liga Europy UEFA • I runda kwalifikacyjna    |
| 5   | Fram Reykjavík | 22 | 9  | 5 | 8  | 35 | 35 | 0   | 32  |                                              |
| 6   | Keflavík       | 22 | 8  | 6 | 8  | 30 | 32 | −2  | 30  |                                              |
| 7   | Valur          | 22 | 7  | 7 | 8  | 34 | 41 | −7  | 28  |                                              |
| 8   | Stjarnan       | 22 | 6  | 7 | 9  | 39 | 42 | −3  | 25  |                                              |
| 9   | Fylkir         | 22 | 7  | 3 | 12 | 36 | 42 | −6  | 24  |                                              |
| 10  | Grindavík      | 22 | 5  | 6 | 11 | 28 | 39 | −11 | 21  |                                              |
| 11  | Haukar (S)     | 22 | 4  | 8 | 10 | 29 | 45 | −16 | 20  | Spadek do 1. deild karla                     |
| 12  | Selfoss (S)    | 22 | 5  | 2 | 15 | 32 | 51 | −19 | 17  | Spadek do 1. deild karla                     |

## Miejsca po danych kolejkach
| Drużyna \ Kolejka | 1          | 2  | 3  | 4  | 5  | 6  | 7  | 8  | 9  | 10 | 11 | 12 | 13 | 14 | 15 | 16 | 17 | 18 | 19 | 20 | 21 | 22 |   |
| ----------------- | ---------- | -- | -- | -- | -- | -- | -- | -- | -- | -- | -- | -- | -- | -- | -- | -- | -- | -- | -- | -- | -- | -- | - |
| Drużyna \ Kolejka | Breiðablik | 9  | 9  | 6  | 4  | 3  | 2  | 5  | 4  | 2  | 1  | 1  | 1  | 2  | 1  | 2  | 2  | 2  | 2  | 1  | 1  | 1  | 1 |
| FH                | 5          | 4  | 7  | 9  | 8  | 8  | 6  | 6  | 6  | 6  | 4  | 3  | 3  | 3  | 3  | 4  | 4  | 3  | 3  | 3  | 3  | 2  |   |
| ÍBV               | 11         | 11 | 8  | 6  | 5  | 5  | 3  | 5  | 3  | 2  | 2  | 2  | 1  | 2  | 1  | 1  | 1  | 1  | 2  | 2  | 2  | 3  |   |
| KR Reykjavík      | 7          | 8  | 9  | 10 | 10 | 10 | 10 | 8  | 9  | 8  | 7  | 7  | 6  | 5  | 4  | 3  | 3  | 4  | 4  | 4  | 4  | 4  |   |
| Fram Reykjavík    | 3          | 3  | 2  | 2  | 2  | 3  | 1  | 1  | 4  | 4  | 6  | 6  | 4  | 6  | 7  | 8  | 7  | 5  | 5  | 5  | 5  | 5  |   |
| Keflavík          | 4          | 2  | 1  | 1  | 1  | 1  | 4  | 3  | 1  | 3  | 3  | 4  | 5  | 4  | 5  | 6  | 6  | 8  | 8  | 7  | 7  | 6  |   |
| Valur             | 8          | 7  | 10 | 8  | 4  | 4  | 2  | 2  | 5  | 5  | 5  | 5  | 7  | 7  | 8  | 7  | 8  | 6  | 6  | 6  | 6  | 7  |   |
| Stjarnan          | 1          | 5  | 5  | 7  | 9  | 6  | 7  | 7  | 7  | 7  | 8  | 9  | 8  | 8  | 6  | 5  | 5  | 7  | 7  | 8  | 8  | 8  |   |
| Fylkir            | 2          | 1  | 3  | 3  | 7  | 7  | 8  | 9  | 8  | 9  | 9  | 8  | 9  | 9  | 9  | 9  | 10 | 10 | 10 | 9  | 9  | 9  |   |
| Grindavík         | 12         | 12 | 12 | 12 | 12 | 12 | 12 | 11 | 11 | 11 | 11 | 10 | 10 | 10 | 10 | 10 | 9  | 9  | 9  | 10 | 10 | 10 |   |
| Haukar            | 6          | 10 | 11 | 11 | 11 | 11 | 11 | 12 | 12 | 12 | 12 | 12 | 12 | 12 | 12 | 12 | 12 | 12 | 11 | 11 | 11 | 11 |   |
| Selfoss           | 10         | 6  | 4  | 5  | 6  | 9  | 9  | 10 | 10 | 10 | 10 | 11 | 11 | 11 | 11 | 11 | 11 | 11 | 12 | 12 | 12 | 12 |   |

## Wyniki
| Gospodarz \ Gość | BRE | FH  | FRA | FYL | GRI | HAU | ÍBV | KEF | KR  | SEL | STJ | VAL |
| ---------------- | --- | --- | --- | --- | --- | --- | --- | --- | --- | --- | --- | --- |
| Breiðablik       |     | 2–0 | 2–2 | 1–0 | 2–3 | 0–2 | 1–1 | 0–1 | 2–1 | 3–0 | 4–0 | 5–0 |
| FH               | 1–1 |     | 4–1 | 4–2 | 2–1 | 3–1 | 2–3 | 5–3 | 3–2 | 2–1 | 1–3 | 1–1 |
| Fram Reykjavík   | 3–1 | 0–3 |     | 1–2 | 2–0 | 0–0 | 2–0 | 2–1 | 2–3 | 3–1 | 2–1 | 2–2 |
| Fylkir           | 2–4 | 2–2 | 2–2 |     | 2–0 | 3–0 | 1–2 | 1–2 | 1–4 | 5–2 | 3–1 | 0–1 |
| Grindavík        | 2–4 | 3–1 | 3–0 | 1–2 |     | 1–1 | 1–2 | 0–1 | 3–3 | 1–1 | 1–1 | 1–2 |
| Haukar           | 2–4 | 0–1 | 2–1 | 1–1 | 2–3 |     | 0–3 | 2–0 | 3–3 | 2–3 | 0–5 | 2–1 |
| ÍBV              | 1–1 | 1–3 | 1–0 | 2–0 | 0–1 | 3–2 |     | 2–1 | 2–4 | 3–0 | 2–1 | 3–1 |
| Keflavík         | 0–2 | 1–1 | 1–1 | 2–1 | 1–1 | 1–1 | 4–1 |     | 0–1 | 2–1 | 2–2 | 3–1 |
| KR Reykjavík     | 1–3 | 0–1 | 2–1 | 3–0 | 1–0 | 2–2 | 1–0 | 0–0 |     | 1–2 | 3–1 | 1–2 |
| Selfoss          | 1–3 | 0–2 | 1–2 | 1–3 | 5–2 | 3–0 | 0–2 | 3–2 | 0–3 |     | 2–2 | 2–3 |
| Stjarnan         | 0–0 | 1–4 | 2–3 | 2–1 | 4–0 | 2–2 | 0–2 | 4–0 | 2–2 | 3–2 |     | 1–1 |
| Valur            | 0–2 | 2–2 | 1–3 | 5–2 | 0–0 | 2–2 | 1–1 | 0–2 | 1–4 | 2–1 | 5–1 |     |

## Najlepsi strzelcy
| Bramki | Strzelcy               | Drużyna    |
| ------ | ---------------------- | ---------- |
| 14     | Atli Viðar Björnsson   | FH         |
| 14     | Alfreð Finnbogason     | Breiðablik |
| 14     | Gilles Mbang Ondo      | Grindavík  |
| 13     | Halldór Orri Björnsson | Stjarnan   |
| 12     | Kristinn Steindórsson  | Breiðablik |
| 10     | Guðjón Baldvinsson     | KR         |
| 9      | Tryggvi Guðmundsson    | ÍBV        |
| 9      | Jóhann Þórhallsson     | Fylkir     |
| 8      | Ívar Björnsson         | Fram       |
| 8      | Kjartan Finnbogason    | KR         |
| 8      | Arnar Gunnlaugsson     | Haukar     |
| 8      | Albert Brynjar Ingason | Fylkir     |
| 8      | Almarr Ormarsson       | Fram       |

Źródło: .

## Stadiony
| Breiðablik     |
| -------------- |
| Kópavogsvöllur |
| 3009           |
|                |

| FH         |
| ---------- |
| Kaplakriki |
| 6450       |
|            |

| Fram Reykjavík   |
| ---------------- |
| Laugardalsvöllur |
| 9800             |
|                  |

| Fylkir       |
| ------------ |
| Fylkisvöllur |
| 4000         |
|              |

| Grindavik         |
| ----------------- |
| Grindavíkurvöllur |
| 1854              |
|                   |

| Haukar   | Haukar            |
| -------- | ----------------- |
| Ásvellir | Vodafonevöllurinn |
| 2120     | 2465              |
|          |                   |

| ÍBV                    |
| ---------------------- |
| Hásteinsvöllur         |
| 2300 (534 siedziących) |
|                        |

| Keflavík         |
| ---------------- |
| Keflavíkurvöllur |
| 5200             |
|                  |

| KR        |
| --------- |
| KR-völlur |
| 3333      |
|           |

| Selfoss       |
| ------------- |
| Selfossvöllur |
| 2000          |
|               |

| Stjarnan      |
| ------------- |
| Stjörnuvöllur |
| 1440          |
|               |

| Valur             |
| ----------------- |
| Vodafonevöllurinn |
| 2465              |
|                   |

Źródło: ..